# Linus Cronholm
Erik Linus Lindstrand Cronholm, född 3 juli 2000 i Malmö, är en svensk professionell ishockeyspelare som spelar för IF Björklöven i Hockeyallsvenskan. Han gjorde seniordebut för Malmö Redhawks i SHL 2018. Han spelade för klubben fram till 2021 och blev under denna period också utlånad till moderklubben IK Pantern, Karlskrona HK och AIK i Hockeyallsvenskan. Därefter tillbringade han en säsong med Linköping HC, där han också under en kort period utlånades till Västerviks IK. Sedan maj 2022 tillhör han IF Björklöven.
Under sommaren 2018 draftades Cronholm av Buffalo Sabres i den fjärde rundan som 117:e spelare totalt.

## Karriär

### 2018–2022: Början av karriären
Cronholm påbörjade sin ishockeykarriär i moderklubben IK Pantern. Han flyttade snart till Malmö där han spelade i klubbens olika ungdoms- och juniorlag. Cronholm gjorde SHL-debut i SM-slutspelet 2018, den 6 april, i en match mot Växjö Lakers HC. Totalt spelade han två matcher för Malmö under detta slutspel, dock med minimal istid. Den följande sommaren NHL-draftats han av Buffalo Sabres i den fjärde rundan som 117:e spelare totalt och den 28 september 2018 skrev han ett senioravtal med Malmö i SHL.
Den efterföljande säsongen, 2018/19, utsågs han till assisterande lagkapten för Malmös J20-lag. Han tillbringade dock större delen av säsongen med IK Pantern i Hockeyallsvenskan, som han den 4 oktober 2018 lånats ut till. Han gjorde debut i Hockeyallsvenskan två dagar senare i en 0–4-förlust mot Almtuna IS. Den 12 oktober samma år gjorde han sitt första mål i serien, på Jonas Arntzen, i en 1–4-förlust mot Leksands IF. Totalt spelade han 36 grundseriematcher för Pantern och noterades för elva poäng, varav två mål. Han avslutade säsongen i SHL med Malmö där han spelade de sex sista grundseriematcherna. Han spelade därefter sitt första SM-slutspel, där Malmö slogs ut i kvartsfinal av Frölunda HC med 4–1 i matcher.
Den 18 september 2019 meddelades det att Cronholm lånats ut till Karlskrona HK i Hockeyallsvenskan. Han tillbringade större delen av säsongen med Karlskrona där han på 35 matcher noterades för två mål och sex assistpoäng. Han spelade också ett antal matcher för Malmö i SHL. Han gick poänglös ur de tio grundseriematcherna han medverkade i. Under säsongens gång förlängde, den 12 december 2019, Cronholm sitt avtal med Malmö med ytterligare en säsong. Säsongen 2020/21 inledde Cronholm med Malmö, men efter att ha haft svårt att ta en ordinarie plats i laget meddelades det den 10 februari 2021 att han åter lånats ut till Hockeyallsvenskan, denna gång till AIK. Han spelade sex matcher för AIK och återvände till Malmö senare samma månad. I sin första match sedan återkomsten, den 27 februari 2021, gjorde han sitt första SHL-mål, på Jonas Gunnarsson, i en 3–2-seger mot HV71. På 27 matcher för Malmö stod Cronholm för ett mål och två assistpoäng.
Den 27 april 2021 meddelades det att Cronholm lämnat Malmö för spel med seriekonkurrenten Linköping HC, med vilka han skrivit ett tvåårsavtal. I februari 2022 blev Cronholm utlånad till Västerviks IK, med vilka han spelade tre matcher i Hockeyallsvenskan. För Linköping spelade han totalt 34 grundseriematcher under säsongen 2021/22. 

### Från 2022: IF Björklöven
Den 16 maj 2022 bekräftades det att Cronholm brutit sitt avtal med Linköping och skrivit ett ettårskontrakt med IF Björklöven i Hockeyallsvenskan. Han gjorde därefter sin dittills poängmässigt bästa grundserie i Hockeyallsvenskan med 14 poäng på 51 matcher. I slutspelet slogs Björklöven ut i semifinal av Djurgårdens IF. Den 20 mars 2023 bekräftade klubben att Cronholm förlängt sitt avtal med ytterligare två säsonger. Säsongen 2023/24 tangerade Cronholm sitt poängrekord i Hockeyallsvenskans grundserie från föregående säsong. På 49 matcher stod han för tre mål och elva assist. Med denna notering slutade han tvåa i lagets interna poängliga bland backarna. I det efterföljande slutspelet slogs Björklöven ut i kvartsfinal mot Djurgårdens IF med 4–1 i matcher.
Säsongen 2024/25 slutade Björklöven på fjärde plats i grundserien. Cronholm spelade 47 matcher och stod för totalt elva poäng, varav tre mål. I det följande slutspelet slogs laget ut i kvartsfinalserien mot AIK med 4–3 i matcher. På dessa sju matcher stod Cronholm för två assistpoäng. Efter Björklövens uttåg ur slutspelet stod det klart den 11 april 2025 att Cronholm förlängt sitt avtal med klubben med ytterligare två säsonger.

## Statistik
| 2017–18                  | Malmö Redhawks           | SHL                      | —   | —  | —  | —  | —   | 2  | 0 | 0 | 0 | 0 |
| 2018–19                  | IK Pantern               | HA                       | 36  | 2  | 9  | 11 | 20  | —  | — | — | — | — |
| 2018–19                  | Malmö Redhawks           | SHL                      | 6   | 0  | 1  | 1  | 6   | 5  | 0 | 0 | 0 | 6 |
| 2019–20                  | Karlskrona HK            | HA                       | 35  | 2  | 6  | 8  | 78  | —  | — | — | — | — |
| 2019–20                  | Malmö Redhawks           | SHL                      | 10  | 0  | 0  | 0  | 8   | —  | — | — | — | — |
| 2020–21                  | Malmö Redhawks           | SHL                      | 27  | 1  | 2  | 3  | 8   | —  | — | — | — | — |
| 2020–21                  | AIK                      | HA                       | 6   | 0  | 0  | 0  | 8   | —  | — | — | — | — |
| 2021–22                  | Linköping HC             | SHL                      | 34  | 0  | 1  | 1  | 16  | —  | — | — | — | — |
| 2021–22                  | Västerviks IK            | HA                       | 3   | 0  | 0  | 0  | 6   | —  | — | — | — | — |
| 2022–23                  | IF Björklöven            | HA                       | 51  | 1  | 13 | 14 | 20  | 11 | 1 | 0 | 1 | 2 |
| 2023–24                  | IF Björklöven            | HA                       | 49  | 3  | 11 | 14 | 20  | 5  | 0 | 2 | 2 | 2 |
| 2024–25                  | IF Björklöven            | HA                       | 47  | 3  | 8  | 11 | 30  | 7  | 0 | 2 | 2 | 2 |
| Hockeyallsvenskan totalt | Hockeyallsvenskan totalt | Hockeyallsvenskan totalt | 227 | 11 | 47 | 58 | 182 | 23 | 1 | 4 | 5 | 6 |
| SHL totalt               | SHL totalt               | SHL totalt               | 77  | 1  | 4  | 5  | 38  | 7  | 0 | 0 | 0 | 6 |